# ハムステッド・ガーデン・サバーブ
ハムステッド・ガーデン・サバーブ (Hampstead Garden Suburb) は、ロンドン北西部バーネット・ロンドン特別区にある郊外住宅地区。北ハムステッド、ハイゲートの西、ゴルダーズ・グリーンの東に位置する。20世紀初頭の住宅建築と都市計画の事例として知られており、マスタープランはバリー・パーカーとサー・レイモンド・アンウィンによって作成されている。

## 歴史
創設者のヘンリエッタ・バーネットは、夫サミュエルと共にホワイトチャペル・ギャラリーやトインビー・ホールの事業を創始した人物であった。1906年、バーネットはハムステッド田園郊外信託会社 (the Hampstead Garden Suburb Trust Ltd) を設立し、同社は開発計画のためにイートン・カレッジから243エーカー（およそ97ヘクタール）の土地を購入し、レイモンド・アンウィンを建築家として任用した。
この計画には、以下のような目的が定められていた。
- あらゆる階級、あらゆる所得層の人々に住まいが提供されること
- 住宅の密度を低く保つこと
- 街路は広く、街路樹を植栽すること
- 各戸の区画は、壁ではなく生け垣で区切ること
- 林地と公園は、誰もが自由に利用できること
- 静寂であること（教会の鐘は禁止）

こうした方針は、この地域の住宅に関する条例とは対立する内容であったため、例外的扱いを、特定法人に関する個別法案 (private bill) によって議会に認めさせる必要があった。法案準備を通して、道路用地は圧縮され、より広い面積が庭園と公開空地にあてられることになった
田園郊外（Garden Suburb、庭園郊外とも訳される）の理念は、エベネザー・ハワードの業績によって着想され、同種のものとしては最初に開発が進められた、また、パーカーとアンウィンも関与していた、レッチワース田園都市の計画と開発の理念や経験に明確に基づくものであった。ハムステッドにおける開発に関わった建築家としては、ほかにもジョージ・リスター・サトクリフやジョン・サウターらがいた。
しかし、田園都市とは異なり、業務施設はなく、商業サービス施設もほとんどない郊外住宅地であり、自足を求めて計画された地区ではない。1930年代には、「サバーブ (Suburb)」と地元住民たちが呼ぶ範囲は、幹線道路A1を越えて北側にも広がった。北側の地区の住宅は、より特徴的な例もあるが、総じて建築としての価値はやや劣るものと見なされている。
サー・エドウィン・ラッチェンスが設計した中央広場 には、St. Jude's Church と Free Church の2つの教会が配置され、クエーカーの集会所も設けられている。地区内には、共学の公立小学校 が2校(Garden Suburb と Brookland)、公立の女子小学校 (girls' grammar school) である Henrietta Barnett School がある。かつては学校の施設を利用して、成人教育センターとして The Institute が設けられていたが、現在はイースト・フィンチリーの地下鉄駅の向かいに場所を移し、新たに芸術センターが新築された。買い物や各種のサービスは、地区内のマーケット・プレイス (Market Place) や隣接するテンプル・フォーチュンの商店街が提供しており、場所によってはゴールダーズ・グリーンやイースト・フィンチリーから徒歩圏内というところもある。屋外アリーナであるリトル・ウッド (Little Wood) では、夏場には演劇が上演される。
住宅の売買価格は高く、住宅協会 による住宅の比率が極めて低いため、住民は、ほぼ完全に上位中産階級に属している。

## ハムステッド田園郊外信託
サバーブ内にあるフリーホールド（自由保有不動産）である住宅、集合住宅、商業施設などは、1967年のリースホールド改革法 (Leasehold Reform Act) に則って定められた運営計画に従わなければならないことが、1974年1月17日の高等法院大法官部 (the Chancery Division) の判断によって確定しており、1983年2月17日には、さらにこれを補う判断も示されている。
ハムステッド田園郊外信託（HGS Trust）の目的は、このサバーブの特色と良好な環境を維持することにあり、サバーブ内のフィンチリー・ロードに置かれた事務所を拠点に計画を運営している。自由保有不動産の所有者は、自身が保有する建物の外見に変更を加える場合には、HGSトラストから承認事前を得なければならない。このほか、庭園についても大きな変更、小屋などの設置、樹木の伐採や枝打ちにはトラストの同意が必要になる。トラストはまた、地区内に残るリースホールド (長期賃貸不動産) の大部分の所有者（フリーホールダー）であり、そうした物件のほとんどは非常機長期にわたる契約によって供給されている。

## 著名な住民：現在
- Theo Adams
- Martin Bell
- Sir Victor Blank
- Katie Boyle
- コンスタンティノス2世 (ギリシャ王) - ギリシャ王国最後の王
- Greg Davies
- Richard & Judy Finnigan
- David Matthews
- Michael Ridpath
- Claudia Roden
- Jonathan Ross
- Sir Donald Sinden - 60 Temple Fortune Lane に居住
- Marc Sinden
- Lord Winston

## 著名な住民：過去
- サー・オヴ・アラップ
- Charlie Chester
- Charles Clarke
- サシャ・バロン・コーエン
- ロバート・ドーナット
- Noel Edmonds - Brookland Rise で育った
- Vanessa Feltz - Winnington Road に居住していた
- Darrell Figgis
- アントニア・フレーザー
- マーティン・フリーマン
- Tony Hancock
- Cyril Luckham
- ピーター・マンデルソン
- デヴィッド・マッカラム
- Elizabeth Pakenham
- ウィル・セルフ
- Paul Scott
- Alastair Sim
- ナイジェル・ストック -  21 Heathgate に居住していた
- Thomas S. Tait
- エリザベス・テイラー
- レイモンド・アンウィン
- レイチェル・ワイズ
- Rebecca West
- ハロルド・ウィルソン - 10 and 12 Southway に居住していた
- Sir Donald Wolfit